# Kakamas
Kakamas è una città del Sudafrica situata sulle rive del fiume Orange a 80 km da Upington e a circa 25 km dalle cascate di Augrabies.
Il nome "Kakamas" deriva dalla parola Khoi "gagamas" che significa "marrone", con riferimento all'argilla rossastra di cui le donne Khoi si ricoprono il viso.

## Storia
Il luogo era originariamente conosciuto come Bassonsdrif e permetteva un facile attraversamento del fiume. Nel 1898 fu istituito un insediamento e sotto l'egida della Chiesa Riformata d'Olanda, il settore sviluppò un'attività agricola. Kakamas divenne comune nel 1954.

## Economia
Grazie all'irrigazione del fiume Orange, Kakamas produce uva, pesche, frutta secca, arance e datteri che poi esporta verso l'Europa. La regione produce anche un vino molto noto, il OWK (Oranjerivier Wyn Kelders in afrikaans).